# Polystichum recurvum
Polystichum recurvum là một loài dương xỉ trong họ Dryopteridaceae. Loài này được Gand. mô tả khoa học đầu tiên năm 1891.
Danh pháp khoa học của loài này chưa được làm sáng tỏ. 